# Julio Irigoyen
Julio Irigoyen (Buenos Aires, Argentina, 1 de juliol de 1894 - Buenos Aires, 29 d'agost de 1967) va ser un guionista i director de cinema argentí. Va néixer i morir a la mateixa casa del Carrer Brasil 1328 de Buenos Aires.
L'any 1913, encara en l'etapa del cinema mut, va fundar l'empresa Buenos Aires Film que va començar a editar el noticiari Buenos Aires en competència amb el de dos grans productors: Max Glücksmann i després Federico Valle, així com pel·lícules documentals i de propaganda.
Estimulat pel gran èxit que acabava de tenir Amalia, produïda per Max Glücksmann i estrenada el 12 de desembre de 1914 al teatre Colón, es va iniciar al cinema de ficció. Les seves primeres pel·lícules van ser Espectres a les serres (1915) i tres curtmetratges de 1916 sobre el personatge Carlitos: Carlitos i Tripín de l'Uruguai a l'Argentina, Carlitos al Mar del Plata i Carlitos i la vaga d'escombrariaires, que als 17 anys interpretava el futur director de cinema Carlos Torres Ríos, que el va contractar tot i tenir unes condicions histrióniques molt limitades; és que el director, un expert en quickies (films rodats amb premura, sense cures elementals i costos reduïts al màxim) qualsevol col·laboració oficiosa i generalment gratuïta -o poc menys- li venia bé: des de la noia bonica que feia servir el cinema com aparador per als seus encants fins al noi amb inquietuds artístiques que buscava una oportunitat.
Després van venir dos films el 1923 sobre llibre de Leopoldo Torres Ríos: El maco del raval i De les nostres pampes -en la qual debutava José Gola- i Galleguita (1923). D'aquesta última en va fer l'any 1940 la seva versió sonora amb el seu propi llibret, protagonitzada per Inés Murray, Perla Mary, Arturo Valdez i Álvaro Escobar i amb fotografia de Roberto Irigoyen. Altres films van ser Ombres de Buenos Aires amb Olinda Bozán i María Esther Podestá, L'últim gaucho amb Ada Cornaro i L'aventura del passatge Güemes amb Rodolfo Vismara.
El 1924 va dirigir La cegueta de l'Avinguda Alvear inspirada en el film mut de Charles Chaplin City Lights, amb l'actuació de la gran i popular actriu del teatre i cinema nacionals Eva Franco. L'any 1939 va dirigir la versió sonora, que també va triomfar a les sales del país i de Llatinoamèrica. El mateix any va dirigir La filla del viejito guardafaro -la protagonista és en realitat la neta del faroner, ultratjada pel seu pare i assassinada pel seu avi- un “drama de segona categoria” però de gran èxit comercial basada en una popular obra de radioteatre, protagonitzada per Laura Nelson i Enrique del Cerro, amb fotografia de Roberto Irigoyen. L'any 1925 va estrenar la pel·lícula Pare Nostre! que va interpretar l'actor argentí Jaime Devesa. Aquest havia filmat a Espanya el 1922 la pel·lícula Militona, la tragèdia d'un torero, i va interessar a Irigoyen perquè a les escenes d'Espanya (Setmana Santa de Sevilla, una "corrida" de toros, paisatges de Madrid i Barcelona) li acoblés escenes filmades en cabarets argentins i el bosc de Palerm i la “estrenés” amb nou títol.
El 1925 va realitzar el que segons el crític Alfredo Julio Grassi “va ser el més gran triomf de Julio Irigoyen”, la versió en cinema mut del sainet El teu bressol va ser un "conventillo" d'Alberto Vacarezza, que va explicar en el repartiment amb María Esther Podestá -gran actriu teatral- i Ada Falcón -cantant de tango al cim de la fama-.
Quan passa al cinema sonor, Irigoyen segueix usant els mateixos mètodes i de les seves pel·lícules de baix pressupost i qualitat, algunes no s'estrenen, d'altres s'estrenen a l'interior del país o a altres països sud-americans. Alguns dels seus films són: Sentiment gaucho, Pregària gaucha i La filla del viejito guardafaro. Van ser 35 obres des de 1934 fins a 1953.
El seu últim film va ser El fogó dels gauchos (1953), estrenat el 6 de setembre de 1960, com a film complementari i que va constituir el seu major fracàs i del que mai va aconseguir recuperar-se.
Julio Irigoyen va ser un director que va fer pel·lícules simples i tosques. Va incorporar als seus films quadres musicals de manera sistemàtica i es va conèixer com el rei de les quickies de complement (pel·lícules de baix pressupost). Era, segons Grassi, un “home silenciós, modest i de maneres suaus” amb una passió pel cinema, al qual va consagrar tota la seva vida”. Va morir a Buenos Aires el 29 d'agost de 1967.

## Filmografia

### Director
- El fogó dels gauchos (1953)
- El seu íntim secret (1948)
- L'ànima d'un tango (1945)
- La cançó de Buenos Aires (1945)
- Un noi de Buenos Aires (1944)
- Cantant es van les meves penes (1943)
- Gran pensió L'Alegria (1942)
- Acadèmia "El Tango Argentí" (1942)
- La dona del sabater (1941)
- El cantar de les meves penes (1941)
- Un pobre ric (1941)
- Galleguita (1940)
- El cantor de Buenos Aires (1940)
- El seu nom és dona (1940)
- Canto d'amor (1940)
- Ombres de Buenos Aires (1939)
- La cieguita de l'avinguda Alvear (1939)
- La filla del viejito guardafaro (1939)
- La modelo del carrer Florida (1939)
- Pregària gaucha (1938)
- Sierra Chica (1938)
- La cançó de la ribera (1936)
- El meu Buenos Aires volgut (1936)
- El fogó dels gauchos (1935)
- Els misteris de Buenos Aires (1935)
- Ànima en pena (1928)
- El teu bressol va ser un conventillo (1925)
- Pare nostre (1925)
- Els misteris del turf argentí (1924)
- La cieguita de l'Avinguda Alvear (1924)
- Ombres de Buenos Aires (1924?)
- L'últim gaucho (1924?)
- L'aventura del passatge Güemes (1924?)
- Galleguita (1923)
- El maco del raval (1923)
- De les nostres pampes (1923)
- El fogó dels gauchos (1953)
- La cançó de Buenos Aires (1945)
- L'ànima d'un tango (1945)
- Acadèmia El Tango Argentí (1942)
- El cantar de les meves penes (1941)
- Un pobre ric (1941)
- El cantor de Buenos Aires (1940)
- Canto d'amor (1940)
- Galleguita (1940)
- Ombres de Buenos Aires (1939)
- La cieguita de l'avinguda Alvear (1939)
- La filla del viejito guardafaro (1939)
- Pregària gaucha (1938)
- La cançó de la ribera (1936)
- El meu Buenos Aires volgut (1936)
- El fogó dels gauchos (1935)
- Els misteris de Buenos Aires (1935)

### Productor
- El cantar de les meves penes (1941)
- Els misteris de Buenos Aires (1935)
- El maco del raval (1923)
- De les nostres pampes (1923)